# Manden fra de sorte Bjerge
Manden fra de sorte Bjerge er en amerikansk stumfilm fra 1919 af Edward Sloman.

## Medvirkende
- Roy Stewart som Cheyenne Harry
- Robert McKim som Michael Lafond
- Wilfred Lucas som Jim Buckley
- Mildred Manning som Prue Welch / Molly Lafond
- Mary Jane Irving som Molly Welch